# Schisi dello sterno
Per  schisi dello sterno in campo medico, si intende una malformazione della gabbia toracica, è un'anomalia rara che nasce durante la gravidanza.

## Manifestazioni cliniche
Nella fase embrionale dell'individuo, durante l'ottava settimana si può assistere alla mancata fusione dello sterno lungo la linea mediana, causando un'apertura toracica molto pericolosa.

## Tipologia
Può essere parziale o totale, dalla gravità si comprende se si assiste ad un'apertura del torace.

## Terapie
Il trattamento è necessario ed avviene tramite operazione chirurgica, dove si ricostruisce la parete toracica.

### Prognosi
La prognosi è infausta, la mortalità è elevata.